# الخط التايلندي
الخط التايلندي ((بالتايلندية: อักษรไทย) بالنظام العام التايلندي الملكي للنقل الصوتي: أكسون التايلاندية ʔàksɔ̌ːn tʰāj ) هي الأبوجيدا المستخدمة لكتابة اللغة التايلاندية واللغة التايلاندية الجنوبية والعديد من اللغات الأخرى التي يتحدث بها الناس في تايلاند. ويحتوي النص التايلاندي نفسه (كما يستخدم لكتابة اللغة التايلاندية) على 44 حرفًا ساكنًا (พยัญชนะ ،phayanchana) و16 حرفًا متحركًا (สระ، sara) والتي يتم دمجها في 32 حرفًا متحركًا على الأقل وأربع علامات تشكيل (วรรณยุกต์ أو วรรณยุต تقرأ wannayut أو wannayuk) وغيرها من الحروف الهجائية.
على الرغم من الإشارة إليه عادةً باسم الأبجدية التايلاندية إلا أن النص في الواقع ليس أبجدية حقيقية ولكنه أبوجيدا، وهو نظام كتابة تمثل فيه الأحرف الكاملة الحروف الساكنة مع علامات التشكيل للحروف المتحركة؛ ويؤدي غياب علامات التشكيل للحروف المتحركة إلى إعطاء الحرف "a" أو "o" ضمنيًا. كما تُكتب الحروف الساكنة أفقياً من اليسار إلى اليمين وتُكتب الحروف المتحركة التي تلي الحرف الساكن في الكلام أعلاه أو أسفله أو إلى يساره أو يمينه أو مزيج من ذلك وتلك.

## التاريخ

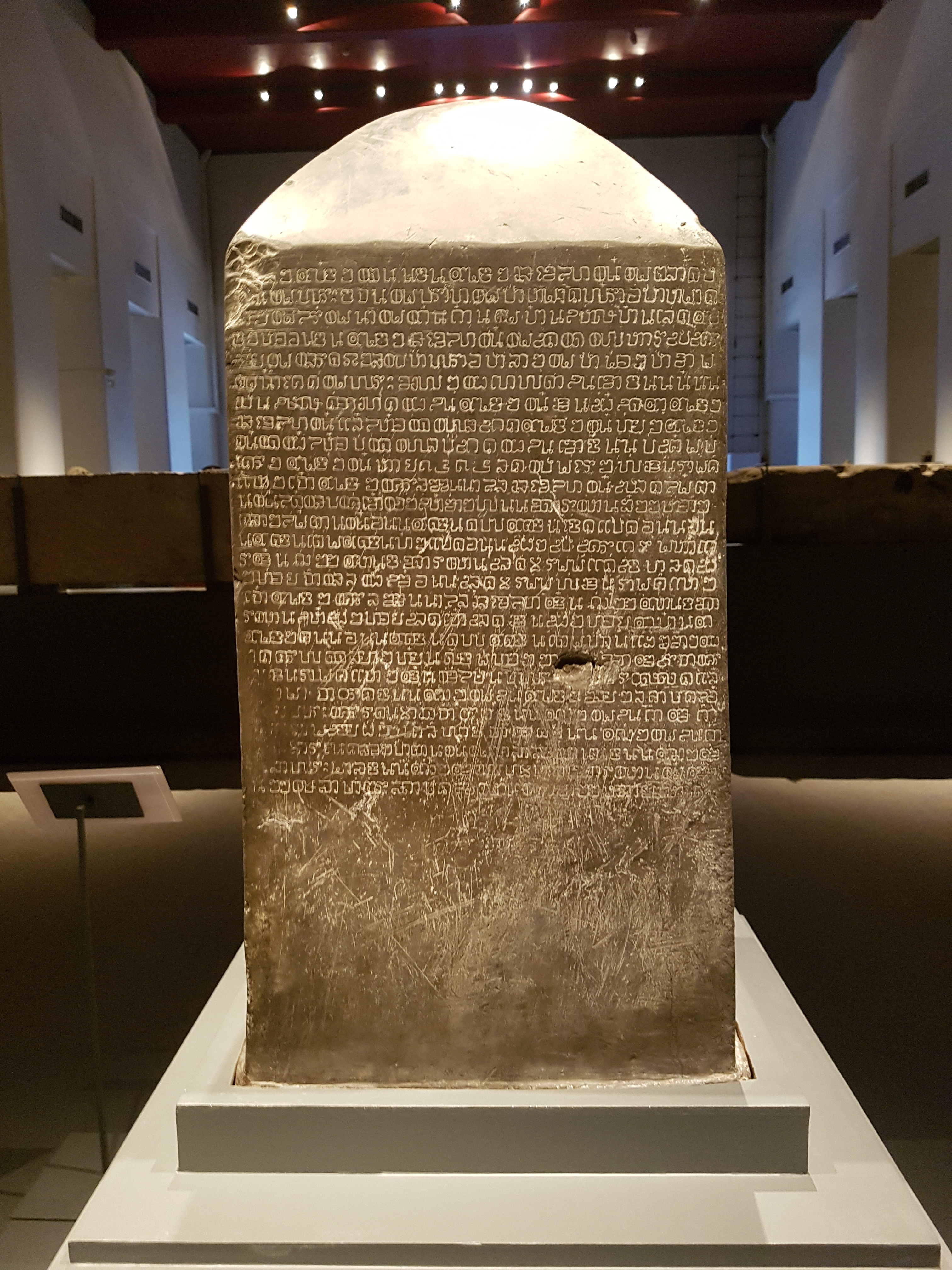
نقش رام خامهاينج وهو أقدم نقش باستخدام الخط التايلاندي البدائي (متحف بانكوك الوطني)

تطور الأبجدية التايلاندية

يشتق النص التايلاندي من نص سوخوثاي والذي يشتق بدوره من النص الخميري القديم (อักษรขอม، أكسون خوم) وهو أسلوب كتابة براهمي جنوبي مشتق من أبجدية بالافا جنوب الهند (ปัลลวะ). ووفقًا للتقاليد تم إنشاؤه في عام 1283 على يد الملك رامخامهاينج العظيم (พ่อขุนรามคำแหงมหาราช). حيث أن أقدم شهادة على النص التايلاندي هي نقش رام خامهاينج الذي يعود تاريخه إلى عام 1292 إلا أن بعض العلماء يشككون في صحته. وقد تم اشتقاق النص من شكل متصل من النص الخميري القديم في ذلك الوقت. ولقد قامت بتعديل وتبسيط بعض الحروف الخميرية القديمة وأدخلت بعض الحروف الجديدة لتتناسب مع علم الأصوات التايلاندي.كما أدخلت أيضًا علامات النغمة.
تعتبر اللغة التايلاندية أول نص في العالم اخترع علامات النغمة للإشارة إلى النغمات المميزة والتي تفتقر إليها لغات مون خمير ( اللغات الأستروآسيوية ) واللغات الهندية الآرية التي اشتق منها نصها. وعلى الرغم من أن اللغة الصينية واللغات الصينية التبتية الأخرى لها نغمات مميزة في نظامها الصوتي إلا أنه لا يوجد علامة نغمة في كتاباتها الإملائية. وبالتالي فإن علامات النغمة هي ابتكار في اللغة التايلاندية أثر لاحقًا على لغات تايلاند الأخرى ذات الصلة وبعض اللغات التبتية البورمية في جنوب شرق آسيا. وقد كانت هناك إضافة أخرى وهي مجموعات الحروف الساكنة التي كانت تكتب أفقياً وبشكل متجاور بدلاً من كتابة الحرف الساكن الثاني أسفل الحرف الساكن الأول. وأخيرًا كتب النص علامات الحروف المتحركة على السطر الرئيسي إلا أن هذا الابتكار لم يعد مستخدمًا بعد فترة وجيزة.

## الإملاء
كم أنه هناك علاقة معقدة إلى حد ما بين التهجئة والصوت. وهناك عدة قضايا مختلفة:
- بالنسبة للعديد من الأصوات الساكنة هناك حرفين مختلفين يمثلان نفس الصوت ولكنهما يتسببان في ارتباط نغمة مختلفة. وينبع هذا من تغيير كبير (انقسام النغمة) حدثًا تاريخيًا في علم الأصوات في اللغة التايلاندية. ففي الوقت الذي تم فيه إنشاء النص التايلاندي كانت اللغة تحتوي على ثلاث نغمات ومجموعة كاملة من التناقضات بين الحروف الساكنة الصوتية وغير الصوتية في بداية المقطع اللفظي (على سبيل المثال z مقابل s). وفي وقت لاحق اختفى التمييز الصوتي، ولكن في هذه العملية انقسمت كل من النغمات الأصلية الثلاث إلى اثنتين حيث أنتج الحرف الساكن المسموع في الأصل (علامات الحروف الساكنة "المنخفضة" الحديثة) نغمة متغيرة أقل بينما أنتج الحرف الساكن غير المسموع في الأصل (علامات الحروف الساكنة "المتوسطة" و"العالية" الحديثة) نغمة متغيرة أعلى.
- استعارت اللغة التايلاندية عددًا كبيرًا من الكلمات من اللغة السنسكريتية والبالية وتم إنشاء الأبجدية التايلاندية بحيث يمكن الحفاظ على التهجئة الأصلية لهذه الكلمات قدر الإمكان. وهذا يعني أن الأبجدية التايلاندية تحتوي على عدد من الحروف "المكررة" التي تمثل أصواتًا منفصلة في السنسكريتية والبالية (على سبيل المثال الحرف الاحتكاكي السنخي الحنكي ś) ولكنها لا تمثل أبدًا أصواتًا مميزة في اللغة التايلاندية. كما تُستخدم هذه الكلمات في الغالب أو حصريًا في الاقتراضات السنسكريتية والبالية.
- إن الرغبة في الحفاظ على الكتابة الأصلية للغة السنسكريتية والبالية تنتج أيضًا عددًا كبيرًا بشكل خاص من الطرق المكررة لكتابة الأصوات في نهاية المقطع اللفظي (حيث تقتصر اللغة التايلاندية بشكل صارم على الأصوات التي يمكن أن تحدث لكن اللغة السنسكريتية سمحت بكل الاحتمالات وخاصةً بعد حذف /a/ النهائية السابقة) بالإضافة إلى عدد من الحروف الصامتة. علاوة على ذلك فإن العديد من الحروف الساكنة من الكلمات المستعارة من اللغة السنسكريتية والبالية تكون صامتة بشكل عام. وتشبه كتابة الكلمات الكتابة السنسكريتية أو البالية:
  - สามารถ التايلاندية (تُكتب sǎamaarth ولكن تُنطق sa-mat /sǎː mâːt/ مع حرف r صامت وحرف t عادي يتم تمثيله باستخدام حرف ساكن مستنشق) "أن تكون قادرًا" (السنسكريتية समर्थ samartha)
  - จันทร์ التايلاندية (تُكتب chanthr لكن تُنطق chan /tɕān/ لأن الحرفين th و r صامتان) "القمر" (السنسكريتية चन्द्र chandra)
- ينص علم الأصوات التايلاندي على أن جميع المقاطع يجب أن تنتهي بحرف علة أو حرف تقريبي أو أنفي أو انفجاري لا صوتي. لذلك قد لا يكون للحرف المكتوب نفس النطق في موضعه الأولي كما هو الحال في موضعه النهائي. انظر قائمة الأبجدية أدناه لمزيد من التفاصيل.
- على الرغم من أن الحرف الرفيع ho hip ห يستخدم لكتابة الصوت /h/ إذا جاء الحرف قبل حرف من الدرجة المنخفضة في مقطع لفظي، فإنه يصبح ho nam الصامت ويتحول الحرف الساكن الأولي إلى حرف من الدرجة العالية.[3] انظر النغمات أدناه لمزيد من التفاصيل.

لا تحتوي الحروف التايلاندية على أحرف كبيرة وصغيرة مثل الحروف اللاتينية. ولا يتم استخدام المسافات بين الكلمات إلا في بعض الحالات ذات الدوافع اللغوية.

### علامات الترقيم
يمكن وضع علامة على التوقفات البسيطة في الجمل بفاصلة ( จุลภาค أو ลูกน้ำ chunlaphak أو luk nam) وفترات توقف كبيرة بفترة (มหัพภาค أو จุด mahap phak أو chut) ولكن في أغلب الأحيان يتم تمييزها بمسافة فارغة (วรรค wak). وتستخدم الكتابة التايلاندية أيضًا علامات الاقتباس (อัญประกาศ anyaprakat) والأقواس (بين قوسين دائريين) (วงเล็บ، wong lep أو นขลิขิต, nakha likhit) ولكن ليس الأقواس المربعة أو الأقواس المعقوفة.
paiyan noi ฯ (ไปยาลน้อย) يستخدم للاختصار. وpaiyan yai ฯลฯ (ไปยาลใหญ่) هو نفس "etc." في اللغة الإنجليزية.
تشير العديد من الأحرف القديمة إلى بداية أو نهاية الأقسام. فعين الطائر ๏ (ตาไก่، ta kai تسمى رسميًا ฟองมัน fong man) الفقرات المشار إليها سابقًا. angkhan kuu ๚ (อังคั่นคู่) كانت تستخدم في السابق للإشارة إلى نهاية الفصل. خو kho mut ๛ (โคมูตร) كان يستخدم سابقًا للإشارة إلى نهاية المستند ولكنه أصبح قديمًا الآن.
قائمة الأبجدية
تفتقر اللغة التايلاندية (إلى جانب نظامها الشقيق اللاوي) إلى الحروف الساكنة المتصلة والحروف المتحركة المستقلة، في حين أن كلا التصميمين شائعان بين النصوص البراهمية (على سبيل المثال البورمية والبالية). وفي النصوص التي تحتوي على حروف ساكنة متصلة يكون لكل حرف ساكن شكلان: أساسي ومتصل. كما يتم تمثيل مجموعات الحروف الساكنة باستخدام نمطين من الحروف الساكنة. وقد يشكل الأسلوبان أربطة طباعية كما هو الحال في الديفاناغاري. حيث يتم استخدام الحروف المتحركة المستقلة عندما يبدأ المقطع اللفظي بعلامة حرف متحرك.

### الحروف الساكنة
هناك 44 حرف ساكن تمثل 21 صوت ساكن مميز. فالحروف الساكنة المكررة إما أن تتوافق مع الأصوات التي كانت موجودة في اللغة التايلاندية القديمة في وقت إنشاء الأبجدية ولكنها لم تعد موجودة (على وجه الخصوص الأصوات المزعجة مثل d) أو الحروف الساكنة السنسكريتية والبالية المختلفة التي يتم نطقها بشكل متطابق في اللغة التايلاندية. وهناك أيضًا أربعة أحرف مكونة من حرف ساكن وحروف متحركة لم يتم تضمينها في إجمالي الـ44.
تنقسم الحروف الساكنة إلى ثلاث فئات - حسب الترتيب الأبجدي هذه هي الحروف الوسطى (กลาง klang) ومرتفع (สูง sung ومنخفض ( ต่ำ tam) الفئة — كما هو موضح في الجدول أدناه. كما تعكس تسميات الفئات هذه الصفات الصوتية للأصوات التي تتوافق معها الحروف في الأصل في اللغة التايلاندية القديمة. على وجه الخصوص كانت الأصوات "المتوسطة" عبارة عن توقفات غير صوتية غير مستنشقة؛ وأصوات "عالية" عبارة عن توقفات مستنشقة غير صوتية أو احتكاكات غير صوتية؛ وأصوات "منخفضة" مجهرية. لقد أدت التغييرات الصوتية اللاحقة إلى إخفاء الطبيعة الصوتية لهذه الفئات. اليوم يتم تحديد พื้นเสียง الأساسية من خلال فئة الحرف الساكن الذي لا يحتوي على علامة نبرة إلى جانب الطول القصير أو الطويل للحرف المتحرك المصاحب. พื้นเสียง phuen siang ). الحروف الساكنة من الطبقة المتوسطة ذات الحرف المتحرك الطويل تصدر أربع نغمات إضافية مع إحدى علامات النغمة الأربعة فوق الحرف الساكن المسيطر: mai ek وmai tho وmai tri وmai chattawa. كما تقتصر الحروف الساكنة من الدرجة العالية والمنخفضة على mai ek وmai tho كما هو موضح في
ملحوظات
1. ↑  فالأصوات التايلاندية الحديثة /b/ و /d/ كانت في السابق - وفي بعض الأحيان لا تزال - تنطق /ʔb/ و /ʔd/. لهذا السبب تم معاملتهم على أنهم لا صوت لهم ومن ثم تم وضعهم في الطبقة "الوسطى". كان هذا أيضًا هو السبب وراء عدم تأثرهم بالتغييرات التي أدت إلى توقف معظم الكلمات الأصلية.
2. ↑  فقط الحروف الساكنة من الدرجة المنخفضة يمكن أن يكون لها لهجة أساسية يتم تحديدها من خلال كون المقطع "طويلًا" و"ميتًا".

لمساعدة التعلم يرتبط كل حرف ساكن تقليديًا بكلمة تايلاندية متناغمة تبدأ بنفس الصوت أو تتميز به بشكل بارز. فعلى سبيل المثال اسم الحرف ข هل خو خاي ( ข ไข่) حيث kho هو الصوت الذي يمثله وkhai (ไข่) هي كلمة تبدأ بنفس الصوت وتعني "بيضة".
اثنان من الحروف الساكنة ฃ (خو خوات) وฅ (kho khon) لم تعد تستخدم في اللغة التايلاندية المكتوبة ولكنها لا تزال تظهر على العديد من لوحات المفاتيح وفي مجموعات الأحرف. وعندما تم تطوير أول آلة كاتبة تايلاندية بواسطة إدوين هانتر ماكفارلاند في عام 1892 لم تكن هناك مساحة كافية لجميع الأحرف وبالتالي كان لا بد من ترك حرفين خارجًا. وأيضًا لا يتوافق أي من هذين الحرفين مع حرف سنسكريتي أو بالي، وكل منهما كونه شكلًا معدّلًا من الحرف الذي يسبقه (قارن ข وค) لها نفس النطق ونفس فئة الحرف الساكن مثل الحرف السابق مما يجعلها زائدة عن الحاجة. حيث كانوا يستخدمون لتمثيل الصوت /x/ باللغة التايلاندية القديمة ولكنها اندمجت مع /kʰ/ باللغة التايلاندية الحديثة.
يتم عرض المعادلات الخاصة بالرومانية في الجدول أدناه. كما يتم نطق العديد من الحروف الساكنة بشكل مختلف في بداية المقطع ونهايته. وتشير الإدخالات في الأعمدة الأولية والنهائية إلى نطق هذا الحرف الساكن في المواضع المقابلة في المقطع اللفظي. وعندما يكون المدخل هو '-'، لا يجوز استخدام الحرف الساكن لإغلاق مقطع لفظي. أما عندما تنتهي مجموعة من الحروف الساكنة بمقطع مكتوب فيتم نطق الحرف الأول فقط؛ وتقتصر أصوات الحروف الساكنة الختامية المحتملة على 'k'و 'm'و 'n'و 'ng'و 'p' و't'.
على الرغم من أن المعايير الرسمية للرومنة هي النظام الملكي التايلاندي العام للنسخ (RTGS) والذي حدده المعهد الملكي التايلاندي والمعيار ISO 11940-2 المتطابق تقريبًا الذي حددته المنظمة الدولية للمعايير فإن العديد من المنشورات تستخدم أنظمة رومنة مختلفة. ففي الممارسة اليومية يتم استخدام مجموعة محيرة من الحروف اللاتينية مما يجعل من الصعب معرفة كيفية نطق الكلمة أو الحكم على ما إذا كانت كلمتان (على سبيل المثال على الخريطة ولافتة شارع) متماثلتين بالفعل. وللحصول على معلومات أكثر دقة يتم تقديم ما يعادلها من الأبجدية الصوتية الدولية (IPA) أيضًا.

## تخطيطات لوحة المفاتيح
يمكن كتابة الأحرف التايلاندية باستخدام تخطيط كيدماني وتخطيط باتاتشوت.

## روابط خارجية
- مصدر مجاني شامل للأبجدية التايلاندية
- مقارنة الكتابة التايلاندية بالكتابة الديفاناغارية والخميرية والبورمية والتاي تام
- أومنيجلوت – التايلاندية
- الحروف الساكنة التايلاندية
- الحروف المتحركة التايلاندية
- الترجمات الحرفية للحروف المتحركة التايلاندية والحروف الساكنة التايلاندية
- التنظيم الصوتي للحروف الساكنة التايلاندية ، بقلم ريتشارد ووردينغهام
- برنامج لوحة المفاتيح التايلاندية الافتراضية المجاني لنظام التشغيل Windows
- إدراج حرف مسافة بعرض صفر - تقوم هذه الأداة المساعدة بإعداد النص التايلاندي عن طريق إدخال "حرف المسافة ذات العرض الصفري" من Unicode بين فواصل الكلمات المكتشفة.